# Мутанна (провінція)
Мутанна (араб. المثنى) — провінція (мухафаза) на півдні Іраку, що граничить з Саудівською Аравією. Адміністративний центр — місто Ес-Самава. Інші великі міста — Ер-Румайта, Ель-Хідр, Ес-Сальман. Переважна більшість населення — мусульмани-шиїти.
На території Мутанни знаходяться руїни стародавнього шумерського міста-держави Урук.

## Округи

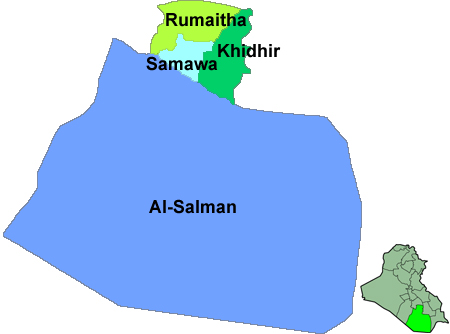
Округи Мутанна

1. Ель-Хідр — центр Ель-Хідр
2. Ер-Румайта — центр Ер-Румайта
3. Ес-Сальман — центр Ес-Сальман
4. Ес-Самава — центр Ес-Самава

## Влада
- Губернатор: Ibrahim S. Al-Miali[1]
- Голова провінційної ради: Абдул Латіф Х. Аль-Хассані